# Plumbago auriculata

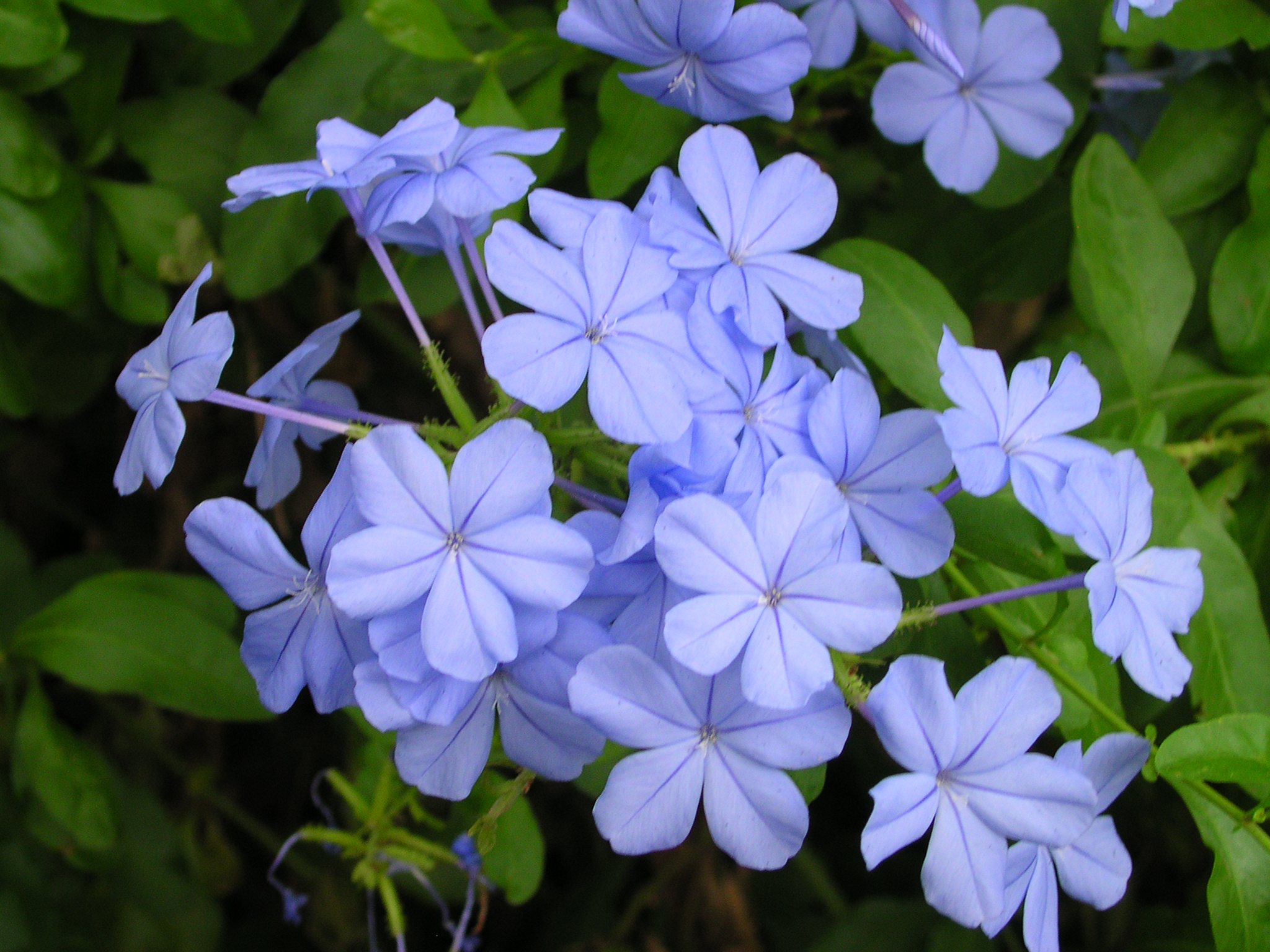

Plumbago auriculata là một loài thực vật có hoa trong họ Plumbaginaceae, bản địa Nam Phi.
Tên loài auriculata nghĩa là "có tai", bắt nguồn từ hình dáng lá cây. Ở Việt Nam nó phổ biến với tên gọi cây hoa thanh xà.

## Mô tả
Plumbago auriculata là cây bụi thường xanh, thường mọc như cây leo, phát triển thành đám cao 6 m (20 ft), rộng 3 m (10 ft) trong tự nhiên, còn khi trồng trong nhà thì nhỏ hơn nhiều. Lá màu xanh bóng, dài đến 5 cm (2 in). Thân cây dài, mảnh, hợp với việc leo trèo. Lá mọc so le. Hoa có năm cánh (mỗi cánh rộng 2 cm), có màu lam, lam nhạt hay tím. Cũng có giống với hoa trắng (P. auriculata var. alba) và xanh đậm (P. auriculata 'Royal Cape').

## Hình ảnh

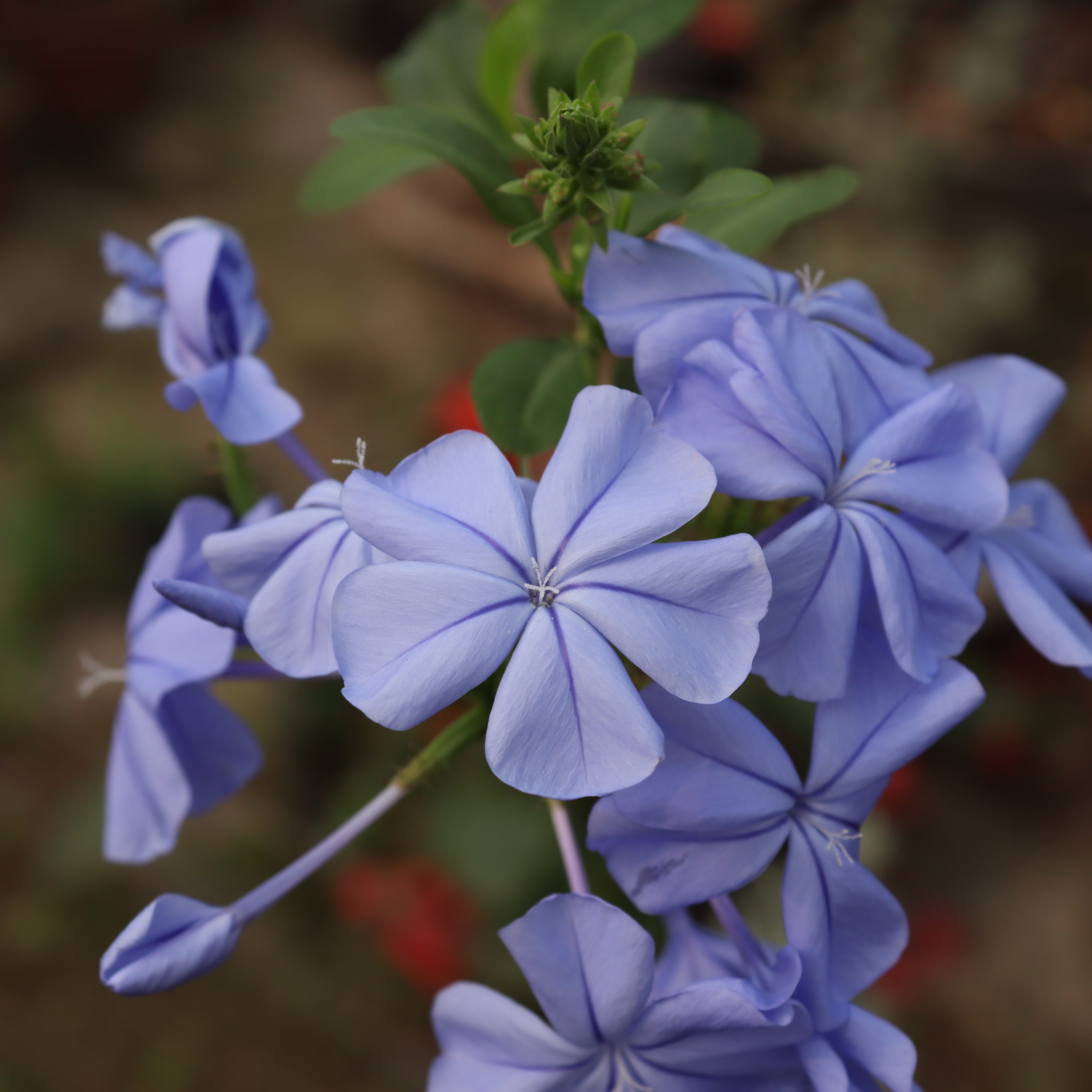
Hoa thanh xà (Plumbago auriculata)
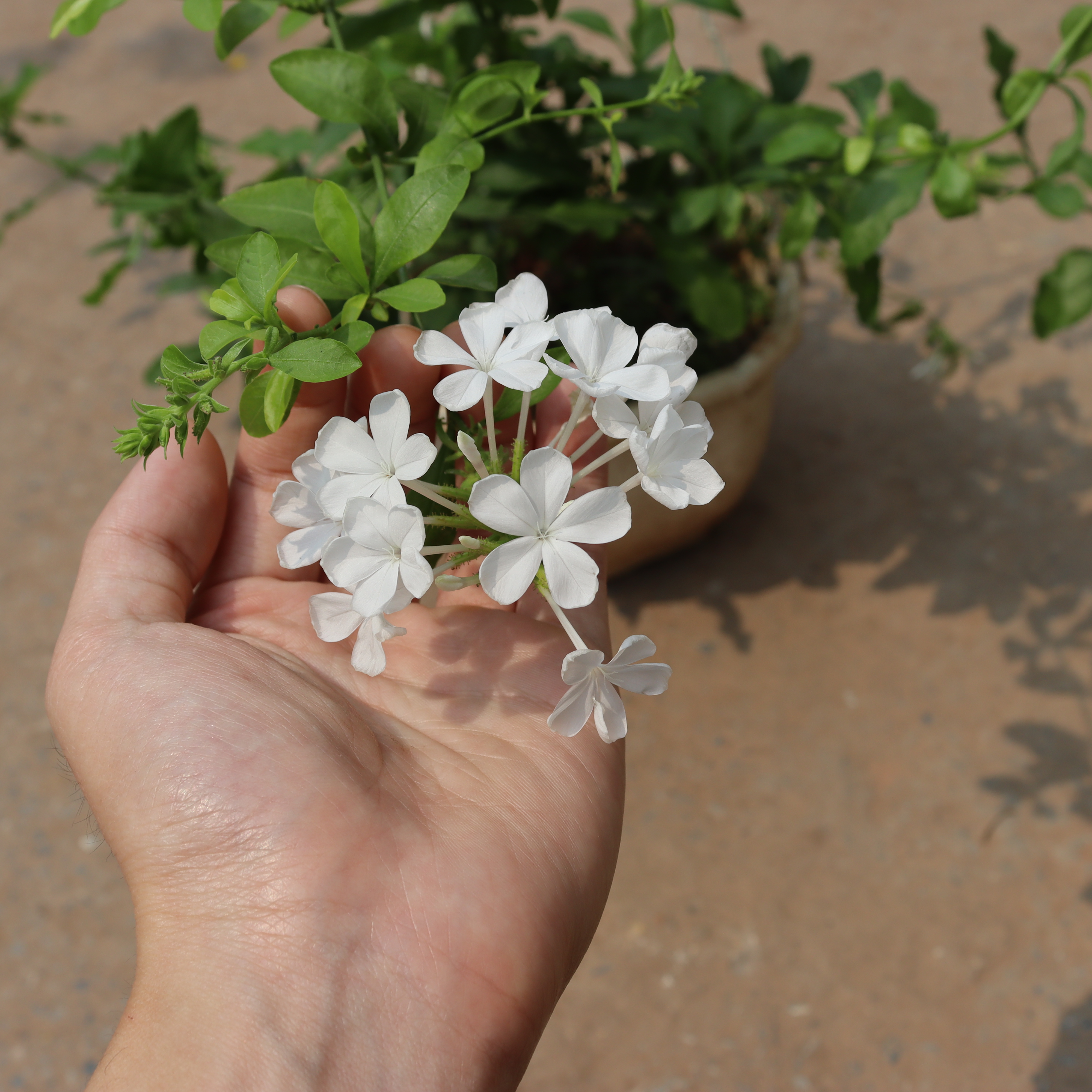
Plumbago auriculata var. alba